# Rășinari, Sibiu

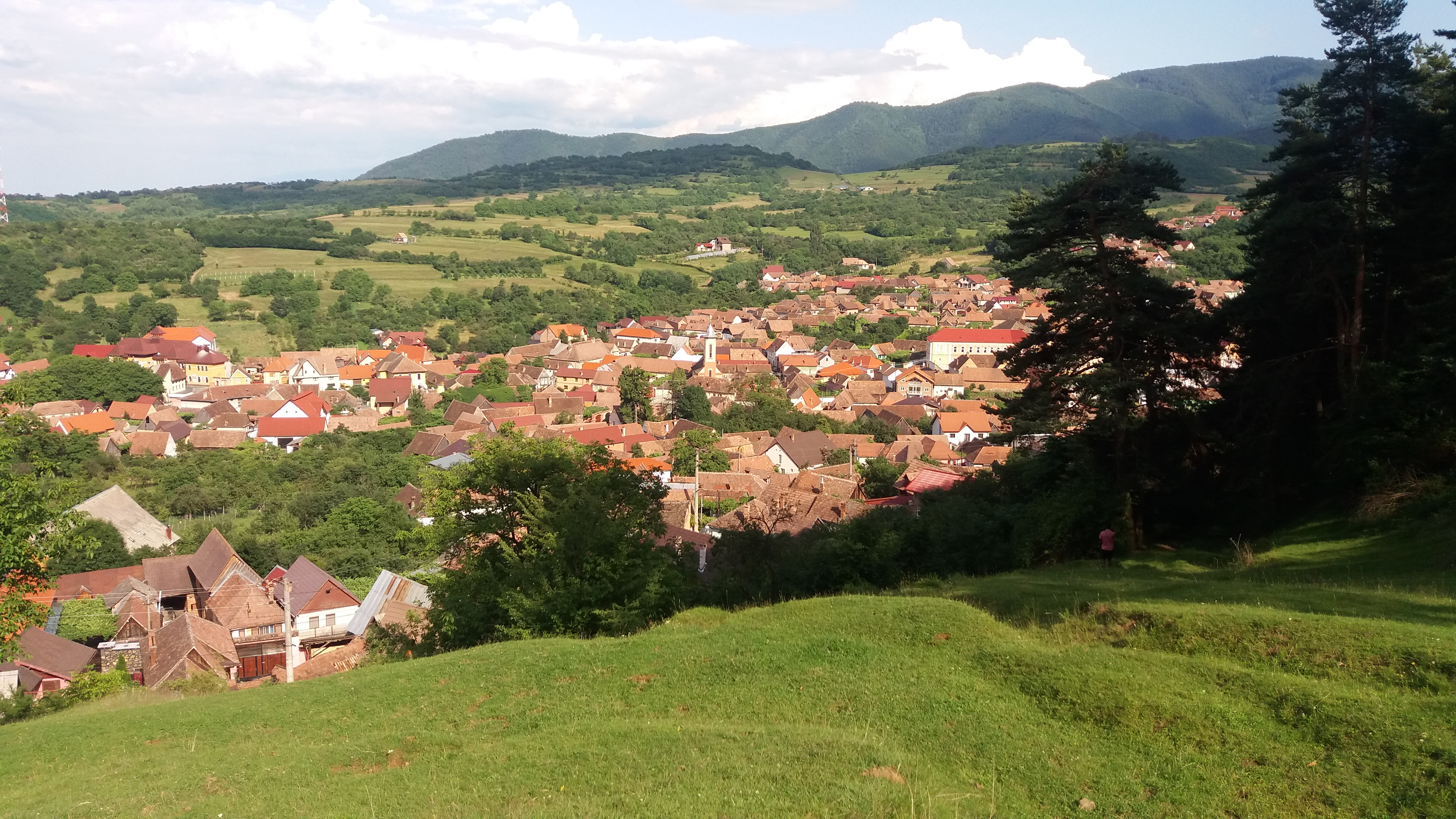
Rășinari de sus

Rășinari, colocvial Rășinar, (în germană Städterdorf, Städerdorf, în maghiară Resinár, în latină Ressinarium) este satul de reședință al comunei cu același nume din județul Sibiu, Transilvania, România. Se află la o distanță  de 8 km față de municipiul Sibiu.

## Istoric
În anul 1738 bătrânii satului au fost ascultați în procesul cu orașul liber regesc Sibiu, ocazie cu care a fost consemnat faptul că întemeietorii așezării ar fi fost "Mustață și Coman Roșca", care "și-a durat locuință pe locul unde e astăzi Fântâna Roșcâ [sic], în mijlocul statului". Numele celor doi întemeietori legendari fac trimitere la prezența pecenegilor în această zonă, prezență atestată până în zilele noastre în denumirea Dealului Beșineului (Dealul Peceneagului, Dealul Cumanului), situat deasupra comunei Rășinari, fiind posibil ca însăși denumirea localității să fie derivată prin rotacizare de la numele medieval al pecenegilor (Besii, Bisseni).
Firea dârză a rășinărenilor nu s-a dezmințit nici la 1848, când conducătorii legiunii prefecturii Sibiu, în frunte cu prefectul, erau aproape toți fii ai satului. Escadronul lor de călăreți a dat jertfa de sânge, ajungând până la bătălia de la Șiria.
De menționat că în a doua jumătate a secolului al XVIII-lea Rășinariul a fost sediul reînființatei episcopii ortodoxe a Transilvaniei. Modesta căsuță țărănească, reședință a episcopilor de origine sârbă Ghedeon Nichitici și Gherasim Adamovici, se mai păstrează și acum.
Astăzi satul păstrând parțial vechile preocupări pastorale este intens încadrat în noul ritm de viață. Dintre cei peste 5000 de locuitori, mulți lucrează în noile societăți comerciale din sat și din Sibiu, Rășinariul fiind legat de oraș, din 1947, printr-o linie de tramvai electric, care în prezent nu mai funcționează.

## Demografie
La recensământul din 1930 au fost înregistrați 5.281 locuitori, dintre care 5.229 români, 32 țigani, 13 germani, 4 maghiari ș.a. Sub aspect confesional populația era alcătuită din 4.798 ortodocși, 454 greco-catolici, 11 romano-catolici, 7 luterani, 7 baptiști, 4 reformați ș.a.

## Monumente

### Biserica Veche, cu hramul Cuvioasa Paraschiva
Biserica a fost construită din piatră și cărămidă între anii 1725-1758 pe cheltuiala episcopului greco-catolic Petru Pavel Aron de la Blaj. Edificiul a fost realizat în stil baroc, ca sursă de inspirație servind Biserica Iezuiților din Sibiu. Biserica are plan dreptunghiular cu turn de clopotniță pe vest și prezintă în plastica monumentală forme baroce simplificate precum și frumoase picturi murale la interior (1752) și pe fațade (1785), acestea fiind semnate de Ion Grigorovici. Biserica se află în vechiul centru al comunei, pe locul numit „La Scaun”, unde mai demult se afla locul de judecată și cimitirul satului.
Pe locul actualei biserici de piatră a existat o mai veche biserică din lemn, datată 1688, și vândută în secolul al XVIII-lea parohiei din Satu Nou, Brașov.
Odată cu tulburările confesionale iscate de intervenția mitropoliților sârbi de la Carloviț, în deceniul al șaselea al secolului al XVIII-lea, s-a instalat la Rășinari episcopul sârb Dionisie Novacovici, urmat de Sofronie Chirilovici, Ghedeon Nichitici și Gherasim Adamovici. Prezența sârbă la Rășinari a avut drept scop ocuparea bisericii construite de episcopul român unit de la Blaj, obiectiv care a fost atins în anul 1765 prin alungarea preoților români uniți.

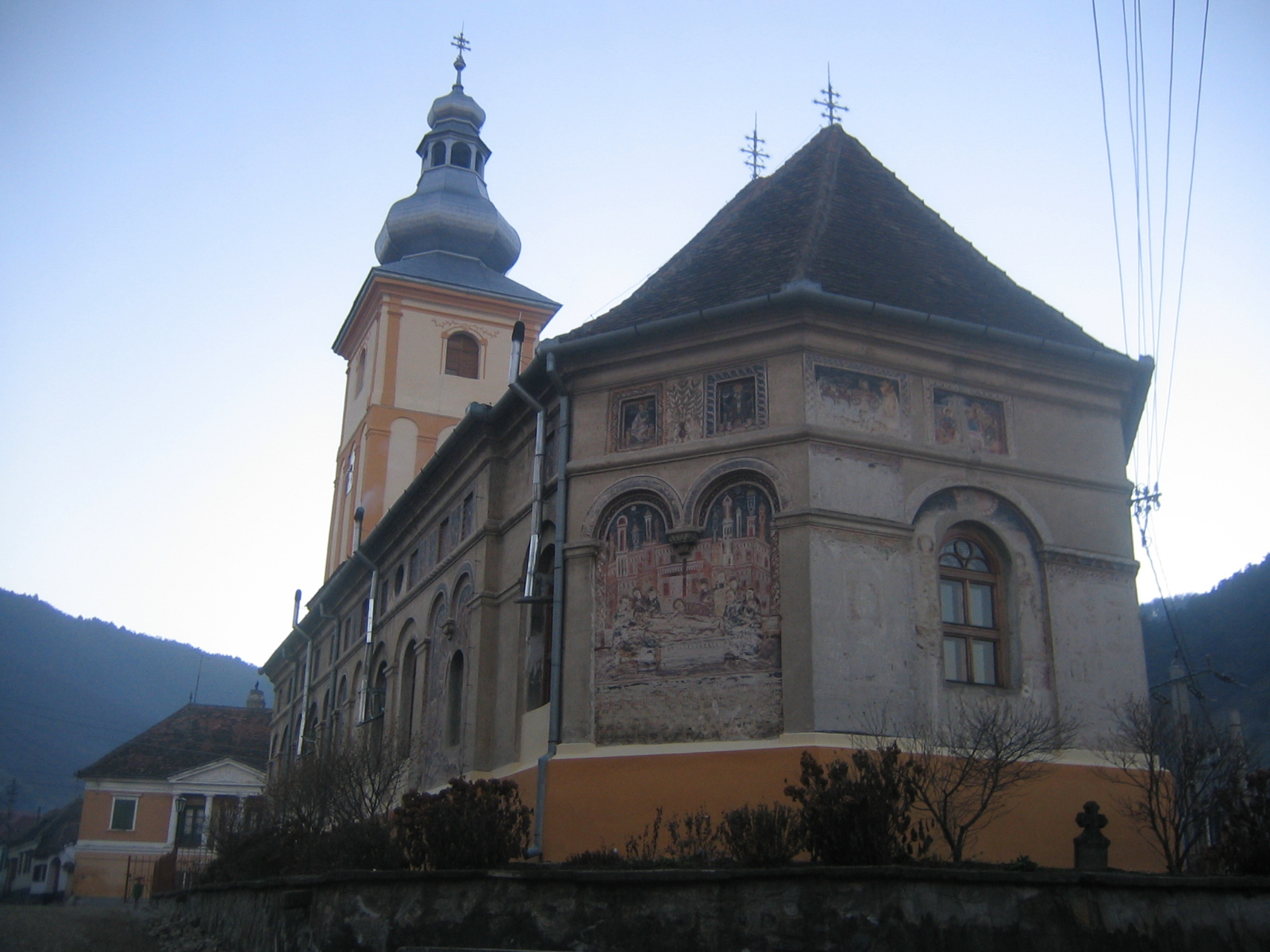
Biserica Veche

La intrarea în biserică, deasupra ușii, pe zid se remarcă inscripția Dela zidirea bisericii anii Domnului 1725 mai 29, iar ceva mai jos, săpat în grinda de lemn de deasupra ușii Anii Domnului 1755 Mai 29. În biserică fost înmormântat în anul 1788 episcopul Ghedeon Nichitici, al cărui mormânt se află în fața altarului, acoperit cu o lespede roșie.
În pronaosul bisericii sunt zugrăvite portretele pictorilor de Aleman și Bucur, nepoții popii Man, care au contribuit la zugrăvirea ei. Aceștia au făcut parte din școala de zugravi de biserici din secolul al XVIII-lea din care se remarcă Ioan și Gheorghe Zugrav, popa Radu Man și fii săi, Stan și Iacob, care au pictat Catedrala Sfânta Treime din Blaj și biserica mănăstirii Curtea de Argeș.
În exterior între turn și acoperișul bisericii se vede săpată în piatră: „Leatu bisericii vechi anii Domnului de la Hristos 420, iar cea nouă 1755”. Pe turnul bisericii, de asemenea se vede săpată în piatră: „Leatu bisericii vechi anii Domnului de la Hristos 420, iar cea nouă 1758”. Cele două „leaturi” se pot explica prin aceea că înainte cu 420 se ani a fost zidită o altă biserică - cea din lemn - care a rămas în interiorul actualei biserici, așa după cum declara un meșter zidar din Sibiu: „că demolând biserica la 5 iunie 1753, lucrătorii au aflat în biserica cea veche o carte sfântă, care era a feciorului popii Savu, cu numele de Aleman”. Tot un preot român din Rășinari se presupune că a tradus și catehismul tipărit în 1544 la Sibiu, aceasta fiind cea dintâi carte tipărită în limba română.
Existența unei biserici mai vechi în Rășinari este credibilă datorită consemnării în documentele vremii a unor preoți din veacul al XV-lea: popa Iacov, popa Vasile Tomuța, popa Iosif Pătruț, popa Sain, popa Maniu, popa Bratu. Ultimului dintre ei, popa Bratu, i-au fost încredințate misiuni speciale de către domnitorii Țării Românești în relațiile politice și comerciale pe care le aveau cu orașul Sibiu.
Turnul bisericii adăpostește trei clopote și un ceas, după modelul bisericii iezuiților din Piața Mare a Sibiului. Biserica a fost pictată în interior în întregime sub formă de frescă de către "Grigorie zugrav, Iacobici și Ioan Zugrav", fii preotului unit Radu din Rășinari. În exterior biserica a fost pictată parțial. Dacă în exterior pictura este foarte bine păstrată, în interior praful și fumul au deteriorat pictura în mod semnificativ. În 1932 profesorul V. Chidu de la Liceul Gheorghe Lazăr din Sibiu a recondiționat pictura cu miez de pâine, dar în lipsa unor tehnici de restaurare moderne aceasta s-a degradat din nou.

### Biserica Sf. Ilie

Vechea biserică greco-catolică Sfântul Ilie (biserica mică) ridicată în 1838 (imagine din anul 1915)

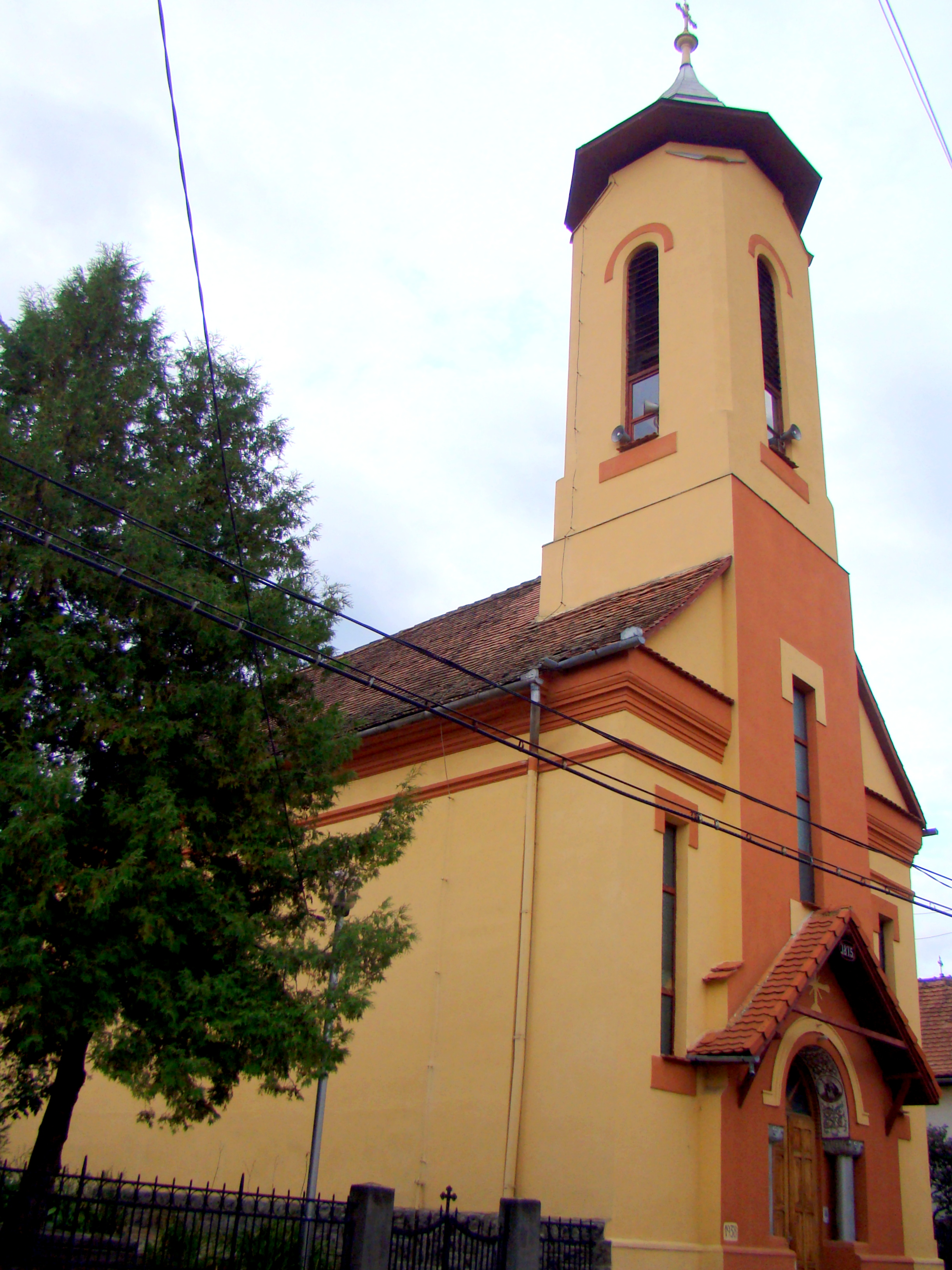
Biserica Sfântul Ilie, în prezent (neretrocedată)

Comunitatea greco-catolică și-a construit o nouă biserică, tot din piatră, însă de dimensiuni mai mici, biserică sfințită în anul 1838. În anul 1948, odată cu interzicerea Bisericii Române Unite, autoritățile comuniste au trecut lăcașul în folosința Bisericii Ortodoxe Române. Biserica este în continuare neretrocedată ctitorilor ei.

### Biserica din Deal

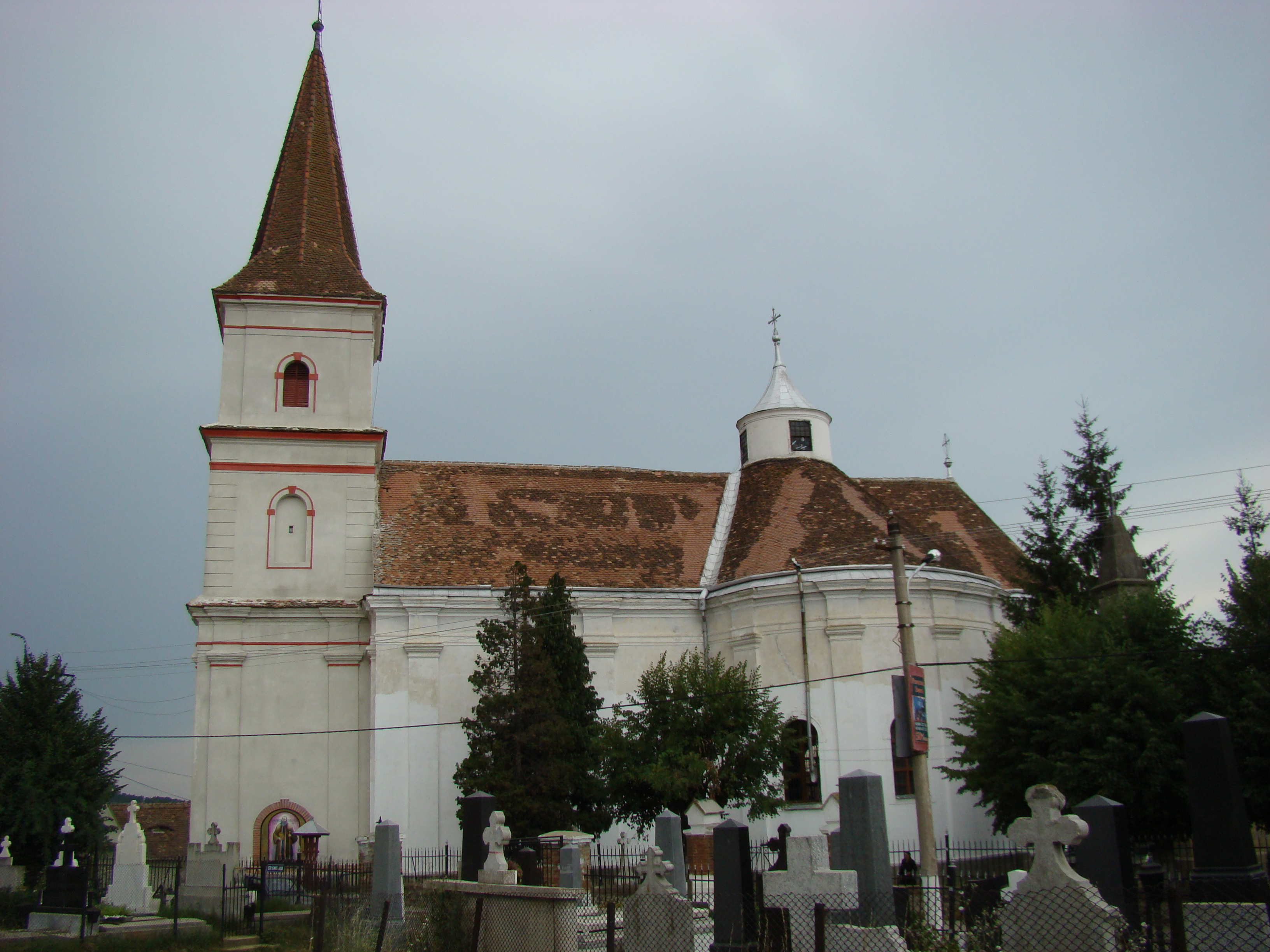
Biserica din Deal „Sf.Treime”

Biserica cu hramul „Sfânta Treime” se mai întâlnește în documente și ca „Biserica din câmp”, „Biserica din Copăcele”, „Biserica mare” sau „Biserica nouă”. Aceasta a fost zidită între anii 1800-1814, din donația substanțială în bani a ctitorului principal Ioan Bungărzan din Rășinari, din donațiile credincioșilor, dar și din ajutoarele obținute de la comună. De asemenea s-au primit ajutoare și de peste munți, de la donatori, în frunte cu Grigorie Brâncoveanu, strănepotul domnitorului Constantin Brâncoveanu.
Biserica a fost sfințită în ziua de 12 septembrie 1815 de către episcopul Vasile Moga, ajutat de un sobor de protopopi, preoți și diaconi, în număr de 14 persoane.
Date despre zidirea și sfințirea bisericii se găsesc în însemnările preotului Vasile Papp de la Stează din Rășinari. În hrisovul „Non Unitum Resinariensem De Stiaze”, întocmit de Vasile Papp, găsit în anul 1951 în globul crucii de pe turnul bisericii scrie:
„ „...la 1801 ... au repetat slobodul și crăiescul sat Răsinar milostivă slobozenie să mai ridice a Sfântă Biserică, care s-a ridicat, cea din Copăcele numită Hramul Sfintei și Nedespărțitei Troițe, la care cu ajutorul pre Bunului Dumnezeu prin multe și nedespărțite cheltuieli ale obștii ... s-au pus piatră de Fundament ... și s-a lucrat până la anul 1807, apoi au stat cu lucrul pe loc ...””—Vasile Papp
.
Biserica este construită în formă de bazilică, cu două abside laterale semirotunde, altar semirotund și cu clopotniță pătrată deasupra tinzii. În exterior, biserica e concepută în stilul renașterii italiene târzii, cu capiteluri dorice și arhitrave individuale. Acoperișul clopotniței, ascuțit, are 4 fețe în formă simplă gotică.
Mitropolitul Andrei Șaguna cerceta adesea această biserică, mai ales la sărbători, iar la 15 august 1865 a sfințit în ea "întru arhiereu" pe episcopul Ioan Popazu al Caransebeșului, cu care prilej a donat un frumos policandru care se găsește și astăzi în biserică.

### Troițele
Rășinariul ("așa cum este" - Nicolae Iorga) se înscrie în ierarhia satelor românești din Ardeal, care este în mare parte o istorie de "sate și preoți". La cumpăna veacurilor, deși vremurile au fost grele, comuna a știut să-și păstreze coloratura sa proprie, reușind să-și mențină tradițiile.
Troițele - monumente istorice, sunt opera unor "meșteri" pictori care au participat și la pictura bisericii Sf. Paraschiva (ridicată între 1758-1785). Ioan Grigorovici și Oprea Zugravul au contribuit la ridicarea acestor troițe plătiți de oamenii cu stare din sat.

### Școlile
- Școala Veche

Cunoscută sub numele de "școala cea veche", după 1990 poartă numele poetului Octavian Goga, care a fost elev al ei.
Clădirea școlii este cel mai vechi edificiu conservat până în zilele noastre. Actuala construcție a fost edificată în anul 1836, așa cum este înscris pe frontispiciul imobilului.
Această construcție s-a ridicat pe locul pe care se știe că funcționa încă din anul 1700 o școală românească unde tinerii rășinăreni deprindeau tainele scrisului și cititului.
Clădirea este situată peste drum de biserica "Sfânta Paraschiva". Au fost elevi ai acestei școli mari personalități ale istoriei și culturii românești precum poetul Octavian Goga, filosoful Emil Cioran și medicul Ilarie Mitrea. Școala are 16 săli de clasă și un număr de 25 de cadre didactice calificate.
- Școala „Sava Popovici Barcianu”

Patronul spiritual al școlii este cel de-al treilea Sava Popovici Barcianu, care a trăit între anii 1814-1879, intelectual de marcă, participant la Revoluția din 1848, mare prieten al lui Avram Iancu și al mitropolitului Andrei Șaguna, cel care datorită acestei prietenii a decis să rămână veșnic la Rășinari. Sava Popovici Barcianu a fost primul director al școlii din Copăcele.
Actuala clădire a școlii a fost construită în anul 1939, găzduind cursurile școlii primare până în 1960, când încep aici cursurile gimnaziale.
- Școala PRISLOP. Școala funcționează cu doua clase de învățământ primar și cu doua  grupe de grădiniță.Localul scolii a fost reabilitat si extins astfel ca acum copiii din Prislop beneficiaza de conditii moderne pentru desfasurarea procesului educational. Scoala functioneaza ca structura a Scolii "Sava Popovici Barcianu".

### Obiective memoriale
Monumentul Eroilor Români din Al Doilea Război Mondial. Monumentul este de tip Cruce comemorativă și se află amplasat în cimitirul din strada Păltinișului. Acesta a fost dezvelit în anul 1944, din inițiativa Școlii Rășinari și are o înălțime de 3 m. Este realizat din lemn, fără să fie împrejmuit. Inscripția comemorativă de pe fațada Monumentului este următoarea: „Eroilor neamului - Școala recunoscătoare - 1944“.
Casa natală a poetului Octavian Goga.

## Tradiții
Buni credincioși, rășinărenii respectă cu sfințenie sărbătorile înscrise în calendarul ortodox. Duminica și în zilele de sărbătoare ei își îndreaptă pașii spre cele trei biserici ortodoxe.
Portul popular, încă prezent aici, mai ales în zilele de sărbătoare, constituie o priveliște foarte plăcută ochilor, o adevărată încântare pentru toți vizitatorii și turiștii ocazionali, an de an, în număr tot mai mare. Numeroase puncte de interes constituie adevărate atracții turistice și prilej pentru sejur atât pentru sibieni cât și pentru turiștii de pretutindeni:
- Cimitirul cu biserica,
- Monumentul mitropolitului Andrei Șaguna,
- Biserica „Sfânta Paraschiva”,
- Casa natală a poetului Octavian Goga,
- Ruinele cetății medievale de pe dealul Cetățuia,
- Muzeul etnografic - înființat în 1952 (deschis zilnic între orele 8-16, excepție făcând ziua de luni -închis,
- Muzeul episcopiei (deschis la solicitarea turiștilor, înființat în fosta reședintă a episcopilor.

Rășinărenii au o mare tradiție și în privința manifestărilor artistice ale formațiilor sale corale, de fluierași și de dansatori (corul din Rășinari are o tradiție de peste 100 de ani), care au obținut importante succese cu prilejul diferitelor lor deplasări și participări la festivaluri naționale și internaționale. Păstrarea acestui tezaur cultural și folcloric ce îl reprezintă jocul și dansul popular este principalul obiectiv al comunității, în 1982 și în 2002 desfășurându-se Zilele Fiilor Satului Rășinari, la aceste sărbători de suflet participând rășinăreni de pe toate meridianele lumii.
Sosiți pe aceste meleaguri, turiștii pot participa la manifestări culturale diverse de-a lungul întregului an: Zilele culturale Octavian Goga și Emil Cioran (de regulă, în luna mai), obiceiurile tradiționale de Paști, Crăciun și de Anul Nou și multe alte manifestări folclorice în comună și în localitățile din Mărginimea Sibiului.
Adevarăți gospodari, locuitorii mai practică și astăzi mesteșugurile tradiționale: țesut, cojocărit, fierărit, rotărit și pielărit, obiectele artizanale sau de serie fiind căutate de amatorii de suveniruri și produse specifice zonei.

## Personalități
Dintre intelectualii rășinăreni, mulți ar fi meritat cuprinderea în această galerie de figuri. Profesorul universitar doctor Vasile Iliuț, Decan si Prorector al Universității Naționale de Muzică București,  Învățătorul Aleman Galea, Ioan Roman, directorul liceului "Mihai Viteazul" din București, N. Droc-Barcianu, directorul și ctitorul liceului din Giurgiu, învățatul copist de cărți și manuscrise din secolul al XVIII, Sava Popovici-Barcianu cel bătrân, care își scria sub nume "ot Rășinari", profesorul și rectorul ieșean Traian Bratu, învățatul protopop Emilian Cioran, sufletul harnicului grup local, fără concursul căruia în munca de teren Victor Păcală nu și-ar fi putut realiza monografia, economistul Aurel Brote, învățatul popa Bratu de la sfârșitul secolului al al XV-lea, înscris în registrele Sibiului ca translator, om care a trebuit să cunoască limbile germană, latină și slavonă pentru a-și putea îndeplini sarcinile, compozitorul și profesorul Petru Severin, Eugen Goga, fratele poetului, călătorul Maniu Lac. În sec. XVIII - XX, timp de 200 de ani s-au succedat 7 generații din familia Barcianu - preoți cărturari, memorandiști, academicieni, diplomați.
- Sava Popovici Barcianu (n. 1814, Rășinari — d. 1879, Rășinari), preot, scriitor
- Daniel Popovici Barcianu (n. 19 octombrie 1847, Rășinari — d. 16 februarie 1903, Sibiu), profesor, doctor, scriitor
- Ilarie Mitrea (n. 1842, Rășinari — d. 1904, Viena), medic militar, sociolog, etnograf, naturalist. Este primul român care ajunge în Australia.[necesită citare] O parte a colecțiilor de plante și animale din Borneo vor fi dăruite Muzeului de Științe Naturale „Grigore Antipa” din București
- Eugen Brote (n. 1850, Rășinari — d. 1912, Brașov), agronom, publicist, memorandist, proprietar al cotidianului Tribuna, vicepreședintele Partidului Național Român din Transilvania, prefect al legiunii comitatului Sibiu, autorul lucrării "Chestiunea românilor din Transilvania și Ungaria" premiată de Academia Română.
- Aurel Brote (n. 1842, Rășinari — d. 1897, Sibiu), economist, avocat, director al Băncii de asigurare "Transilvania". Pe lângă articole economice și statistice a publicat "Însoțirile de credit" după F.W. Raiffeisen.
- Aurelia Goga (n. 2 octombrie 1856, Rășinari — d. 28 mai 1938, Sibiu), învățătoare în Rășinari, poetă președinte timp de 40 de ani al „Reuniunii femeilor din Rășinari”
- Eugen Goga (n. 11 decembrie 1888, Rășinari — d. 5 iunie 1935)[5], avocat, deputat, scriitor și ziarist
- Octavian Goga (n. 1 aprilie 1881, Rășinari — d. 7 mai 1938, Ciucea, Cluj), poet, academician și politician român, prim-ministrul României în perioada 28 decembrie 1937 – 11 februarie 1938
- Traian Bratu (n. 1875, Rășinari — d. 1940), profesor, publicist, fost rector al Universității din Iași
- Ion Ciuceanu (n. 1853, Rășinari — d. 1891), medicinist, voluntar în Războiul pentru Independență
- Nicolae Ciuceanu (n. 1856, Rășinari — d. 1937), voluntar în Războiul pentru Independență
- Ioan I. Roman (n. 8.03.1876, Rășinari — d. 1939, București), profesor, directorul liceului "Mihai Viteazu" din București
- Nicolae Droc-Barcianu (n. 1846, Rășinari — d. 1920), profesor, director al liceului "Ion Marinescu" din Giurgiu, participant activ la războiul de independență din 1877-1878, distins cu medaliile Trecerea Dunării și Apărătorii Independenței și cu ordinele Steaua României și Coroana României.
- Emil Cioran (n. 8 aprilie 1911, Rășinari; d. 20 iunie 1995, Paris), filozof și scriitor român stabilit în Franța.
- Vasile Iliuț (n. 1933, Rășinari - d. 2004, București), profesor universitar, doctor în muzicologie, decan al Facultății de Compoziție, Muzicologie și Pedagogie Muzicală din cadrul Universității Naționale de Muzică din București (1996 - 2004), prorector al Universității Naționale de Muzică din București (1992 - 1996), membru al Uniunii Compozitorilor și Muzicologilor din România. Autor al mai multor volume de muzicologie, printre care: "De la Wagner la Contemporani" (5 volume), "O carte a stilurilor muzicale" (2 volume). Muzicolog, Compozitor, Profesor de Istoria muzicii, Stilistică muzicală și Muzicologie.[6]
- Maniu Lac (n.1868, † 1929), țăran, pasionat călător. Între anii 1899-1919, parcurge peninsula Balcanică, Italia, nordul și estul Africii, Orientul Apropiat și Mijlociu ajungând până în India.
- Corneliu Dragoman-Lubinschi (n.1914 Dealu Frumos, com. Merghindeal — d. 1999 Sibiu), secretar literar la Teatrul "Radu Stanca" și bibliograf principal la Biblioteca Astra. Membru al Uniunii Scriitorilor din România, autorul lucrării "Legende rășinărene"
- Ioan N. Iliuț (n. 1922, Rășinari — d. 1990), învățător în Rășinari, profesor și director al Școlii "Octavian Goga", dirijorul corului din Rășinari timp de 35 de ani. Scrie în perioada respectivă (fără a fi publicate), următoarele lucrări: "Școala din Rășinari" - lucrare istorico-monografică, cuprinzând perioada 1720-1871 și "Corul din Rășinari la 100 de ani".
- Stan Vidrighin (1876 - 1956), inginer, primar al Timișoarei
- Ioan Ilcușu, (1882 - 1977), colonel în armata austro-ungară, apoi general în armata regală română, între 1939 și 1940 ministru al apărării din România, deputat în Marea Adunare Națională de la Alba Iulia 1918, deținut politic
- Nicolae Droc-Barcian (1846 - 1920), profesor, ziarist.
- Dumitru Giurcă (1950 - 1999), interpret de muzică populară din Mărginimea Sibiului

## Imagini

Panoramic al reliefului din Rasinari
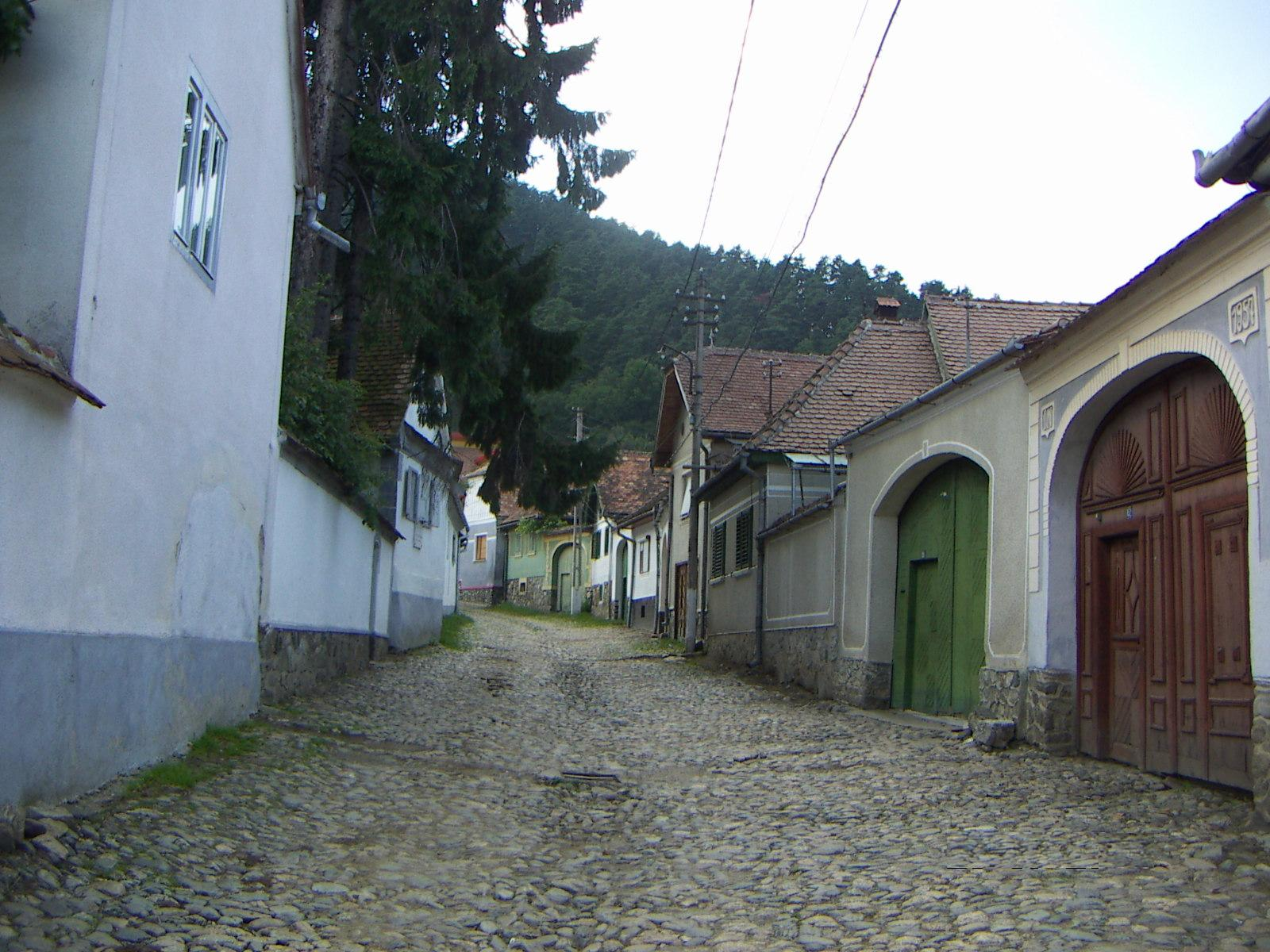
Uliță în Rășinari
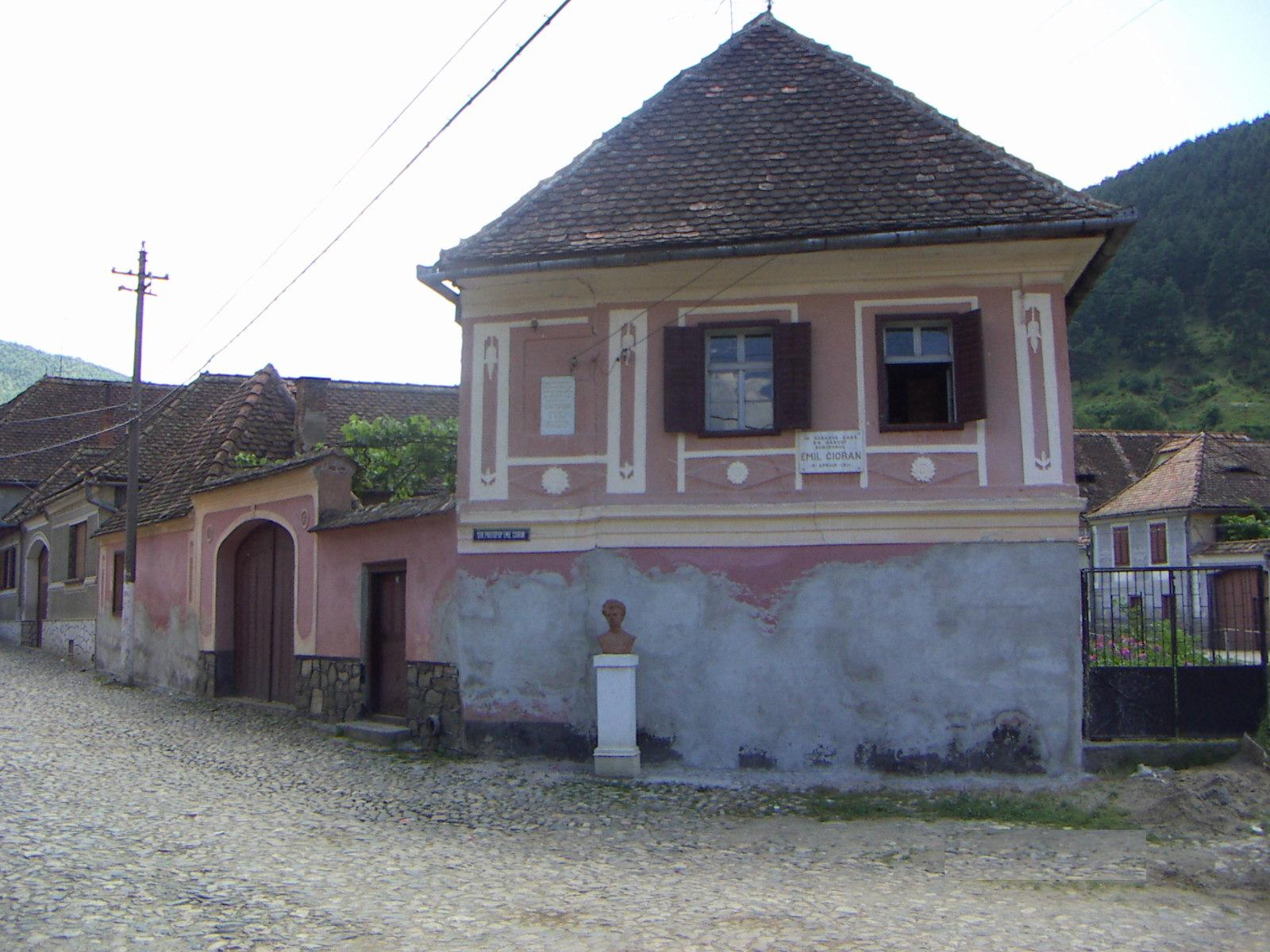
Casa memorială Emil Cioran
Căruță cu fân pe o stradă din Rășinari
Biserica Veche, imagine de arhivă (înainte de 1915)
Biserica Nouă
Biserica Nouă (interior)
Biserica unită Sf. Ilie
Școala
Rășinăreni (înainte de 1915)
Copil din Rășinari (înainte de 1915)
Bărbați din Rășinari (înainte de 1915)
Feciori din Rășinari (înainte de 1915)
Fete din Rășinari (înainte de 1915)
La masă în Rășinari (înainte de 1915)
Bătrâni din Rășinari (înainte de 1915)
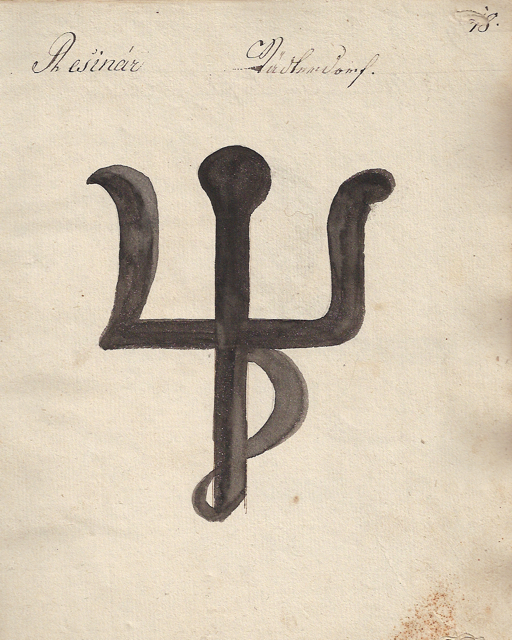
1826 - Danga pentru vitele din Rășinari